# Kapel Onze-Lieve-Vrouw van Halle (Halle)

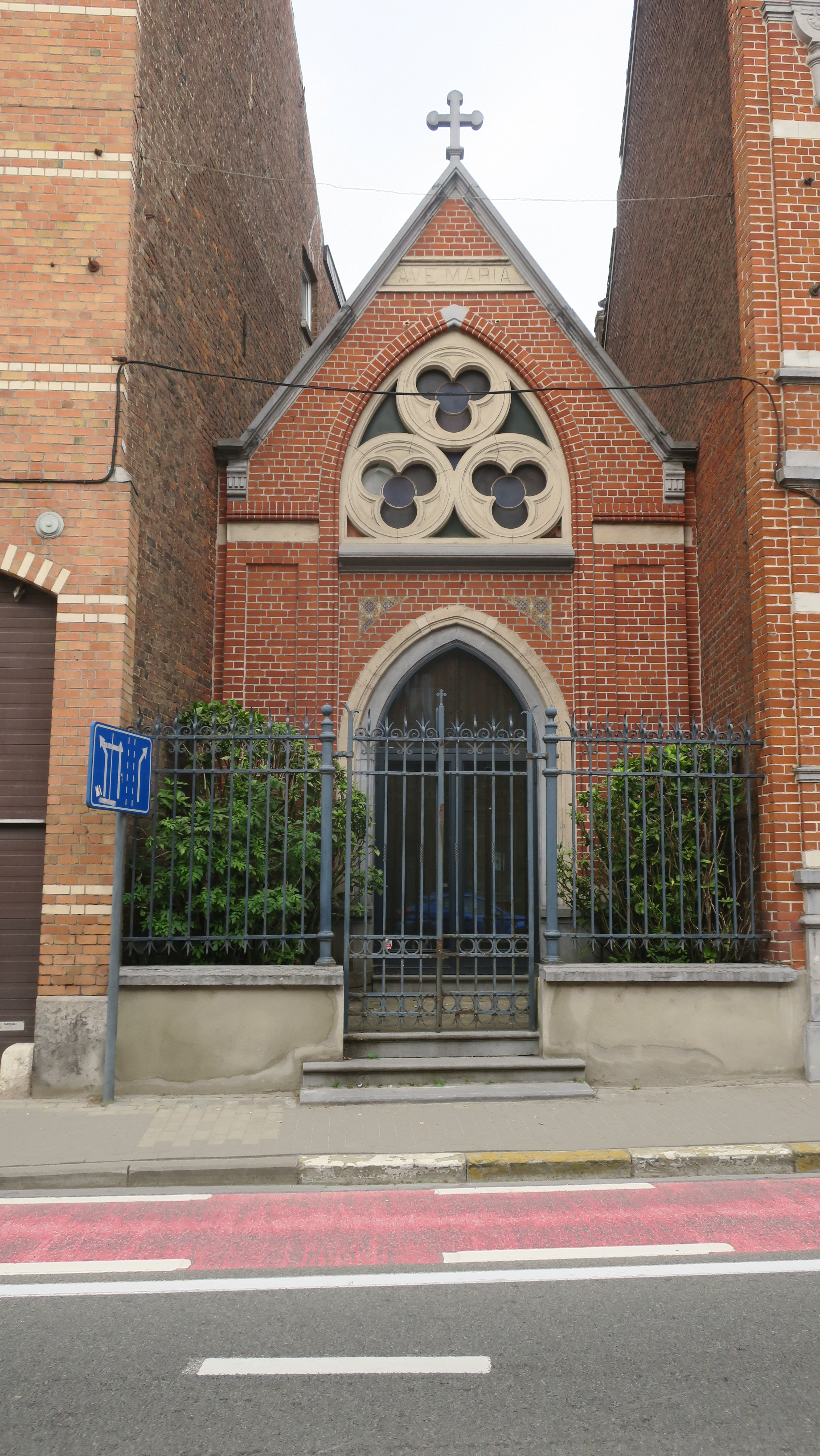

De Kapel Onze-Lieve-Vrouw van Halle bevindt zich in de Vlaams-Brabantse gemeente Halle. Ze is gelegen aan de Brusselsesteenweg naast huisnummer 121.
Tussen twee rijhuizen bevindt zich deze neogotische kapel uit de late negentiende eeuw. Ze bezit verschillende kenmerken van de neogotiek zoals de spitsboogvormen, het maaswerk met drielobben en haar verticaliteit. In de top van de gevel staat 'AVE MARIA' geschreven. De kapel is opgetrokken uit baksteen en de details (bijvoorbeeld de deuromlijsting) zijn vervaardigd uit witte natuursteen. Een topkruis bekroont het geheel. 
De kapel ligt iets naar achter ten opzichte van de aanpalende woningen. Zo ontstaat een kapeltuintje, afgesloten met een ijzeren hekken.

## Traditie
Deze kapel maakt deel uit van de Weg-Om. De Weg-Om is een van de oudste processiewegen van het land, die verschillende kapelletjes in het centrum van Halle en de velden net buiten de stad verbindt. De ommegang is 5,6 km lang en vertrekt van aan de Basiliek in Halle in zuidwestelijke richting. De Weg-Om trekt nog steeds tal van bedevaarders aan.